# 曾國衞
曾國衞，GBS，IDSM，JP（1963年9月1日—），生於香港，現任香港政制及內地事務局長。於1987年加入人民入境事務處任職樓助理入境事務主任。在部門工作多年，他於2016年接替陳國基出任入境事務處長，2020年提早離開公務員團隊，出任特區政府政制及內地事務局長。

## 背景

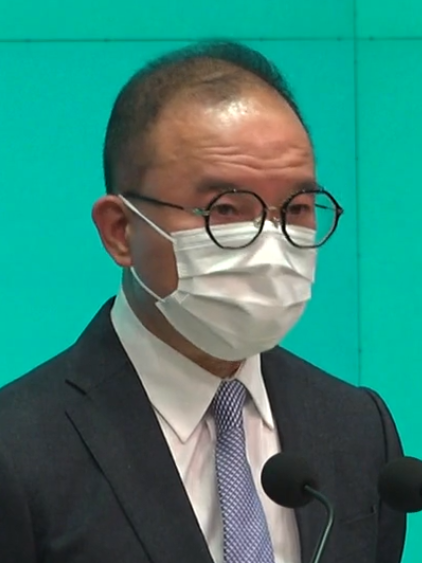
曾國衞出席會見傳媒記者會（攝於2020年4月22日）

曾國衞早年就讀東莞同鄉會方樹泉學校，為該校1975年第5屆小六畢業生。他於1980年畢業於深水埗佛教大雄中學中五年級（與前星島新聞集團行政總裁蕭世和及星島新聞集團執行董事兼《巴士的報》創辦人盧永雄為高中同班同學）。曾國衞就讀中學時曾無心向學，成績較差。由於香港中學會考成績一般而未能在原校報讀預科課程，結果另覓學校升讀。其後因在高中時被一位經濟科老師引起學習興趣，於是開始努力學習，在1982年第二次參加香港高等程度會考時取得2A3B的優異成績入讀香港中文大學新亞書院，並於1986年畢業於新聞及傳播學系，在校時與《頭條日報》助理總編輯劉國業為同學。
曾國衞大學畢業後於1987年4月加入人民入境事務處任職助理入境事務主任。後來於1991年晉升為入境事務主任，再於2000年晉升為高級入境事務主任。在2004年，曾國衞晉升為總入境事務主任，至2007年升任助理首席入境事務主任。而在2003年至2006年期間，他曾被借調到保安局擔任助理秘書長。2009年，他成為首席入境事務主任。到了2012年接任入境事務處助理處長（管制），並於2014年晉升入境事務處副處長。
曾國衞於2016年4月5日獲中國國務院根據時任行政長官梁振英提名和建議任命，接替退休的陳國基出任入境事務處處長，同日履新。他擔任前處長前曾於2007年至2010年期間被派駐香港特別行政區政府駐北京辦事處工作，而其選擇加入入境事務處的原因源於他小時候常與入境處的前線人員接觸，對他們存有好感。另外，亦因為喜歡穿制服以及有收入較穩定的工作，所以決定成為紀律部隊一員。曾國衞原本入境處副處長一職由原來的助理處長（簽證及政策）羅振南升任。
2020年4月21日，有消息指出，在9月屆齡退休的曾國衞將會接替聶德權出任政制及內地事務局局長，而副處長區嘉宏升為入境事務處處長。國務院翌日決定任命曾國衞為政制及內地事務局局長，同時免去其入境事務處處長職務，亦是首位紀律部隊出身的政制及內地事務局局長。2022年獲政府頒授金紫荊星章。

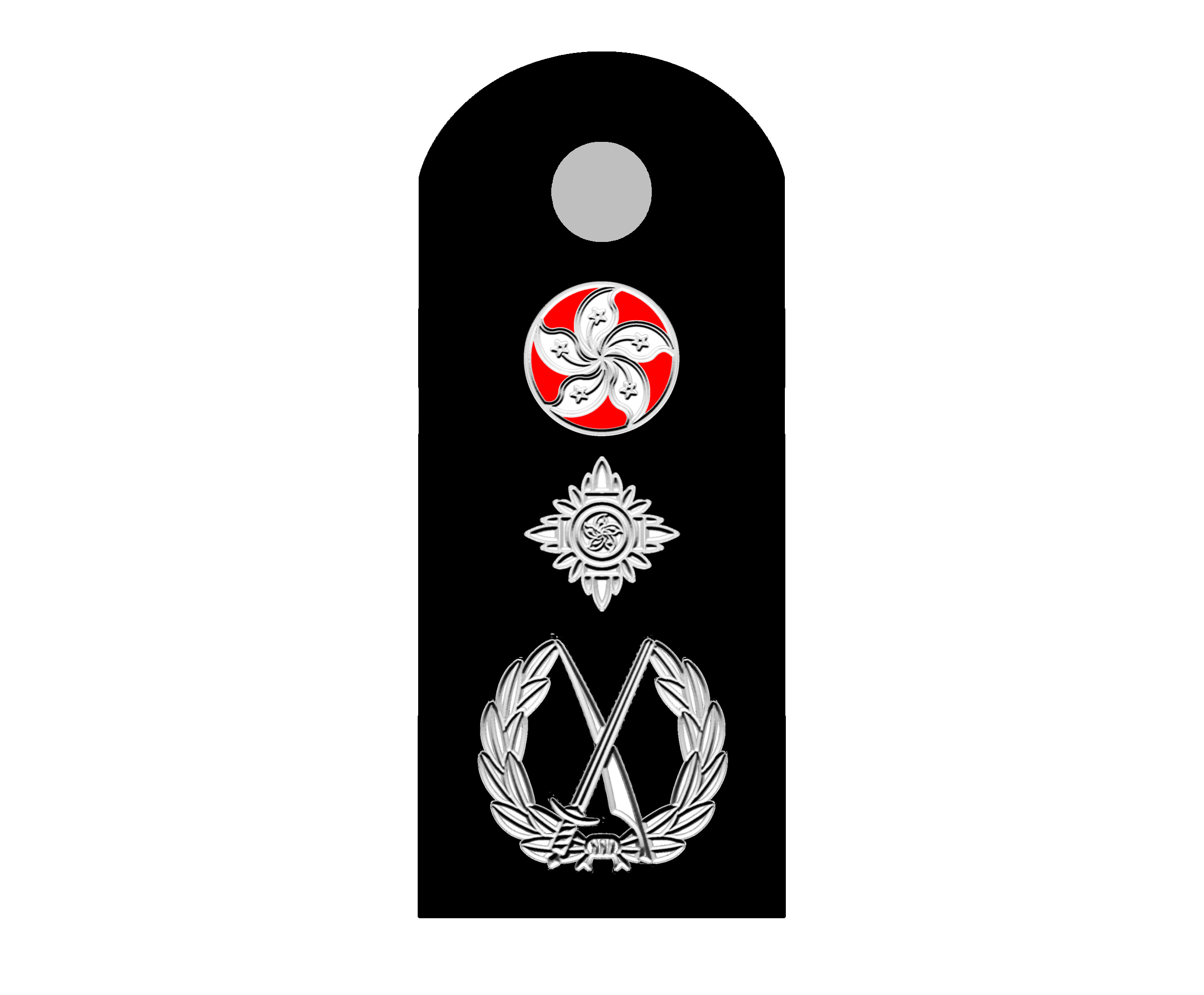
入境事務處處長肩章

## 家庭生活
曾國衞沒有兒女，妻子為前任海關關長何珮珊。

## 爭議

### 辦公室放習近平瓷碟為表忠
曾國衞任入境事務處處長時，他接受親中刊物《紫荊雜誌》訪問，在辦公室放置中共總書記習近平肖像瓷碟。有評論認為，曾國衛在台前看似低調，實質台下積極部署，穩攀高位。綜觀其言談，足見兩點特色：一是口蜜腹劍；二是討好中共。先不論政策，人未登位，即花邊新聞連場。2020年4月23日，記者問他是否向習近平表忠，他回應肖像瓷碟只是「辦公室一種佈置，大家毋須過份解讀。」

### 警告民主派「35+立法會選舉初選」或違法
2020年7月9日，曾國衞表示，港區國安法已實施，泛民主派初選以爭取「35+」後全面否決《財政預算案》作為號召，組織或參與的，或有機會違反《國安法》二十條分裂國家罪、二十二條顛覆政權罪，以及二十九條勾結外國或者境外勢力危害國家安全罪，因已嚴重干擾、阻撓、破壞中央或特區政府依法履行職權，但最終判決要根據舉證及實際情況。發起民主派初選的香港大學法律系副教授戴耀廷回應指，初選沒涉及任何主張，而否決預算案，是《香港基本法》賦予立法會的憲制權力，而初選所有資源都透過本地眾籌，與外國完全沒關係，按常理，不可能違反國安法。 新民黨主席葉劉淑儀直言「不明白為何參加初選都會違反《港區國安法》」，稱要看有關參選人所表達的理念，但認為若甚麼都要否決，便涉顛覆現有制度。身兼基本法委員會委員的經民聯立法會議員梁美芬日前表示，任何派別都可以透過初選，在法律框架容許下協調選出代表參選的人。

### 立法會全體議員延任與拘捕黎智英事件
2020年8月15日，曾出席商業電台節目《政經星期六》回應有關全國人大常委會把第六屆立法會全體議員延任不少於一年的決定時，直指人大常委本身是民意代表，也是國家最高權力機關，絕對有憲制權力作此決定，看不到為何延長任期會導致立法會缺乏民意授權。
至於壹傳媒創辦人黎智英於同月10日以違犯國安法被警方拘捕一事及其傳媒大樓被警方以過百人大肆搜查一事上，曾則強調警方行動純為執法，只是被捕人碰巧是傳媒公司老闆，執法機關不會因為傳媒機構身份而給予例外。同時曾亦批評，直斥政府打壓新聞自由之說是「都係攞嚟講」，形容是「欲加之罪，何患無辭」，也輪不到美國來干涉香港內政。

### 批評美國制裁及呼籲港人要對中共助港抗疫感恩
曾國衞就內地檢疫人員來港豁免檢疫，會否造成防疫漏洞的問題上。在2020年8月15日播出的《政經星期六》指出，有關內地人員來港屬政府行為，根據法例可以豁免檢疫。而他們來港前已進行核酸檢測。他又強調內地人員赴港是為了幫助防疫，顯示中央對港關心，市民不應惡意造謠抹黑。更認為「大家應該 appreciate，感恩先得。」，呼籲港人要對中國助港抗疫行為感恩。
就自己被美國列入制裁名單一事上，曾則歸咎於是香港被其用作打壓中國掘起的棋子，更以「所謂自由、民主，都係藉口嚟嘅啫」來批評美國。亦強調自己在美沒有資產以及沒有赴美的打算，批評美方制裁是「自欺欺人」作結。

### 因侵犯人權及破壞香港自治被美國制裁
2020年8月7日，美國財政部宣佈，制裁11名損害香港自治的中港官員並公開其個人資料，被制裁者包括行政長官林鄭月娥及曾國衞等人，並與在中非共和國犯下多起強姦與殺戮罪行的軍閥布·西迪·蘇萊曼於當日被一同列入制裁名單。被執行制裁的人士除了其美國資產會被凍結外，在海外及香港銀行服務亦極可能會被取消，亦限制使用美國公司的產品及服務。

## 榮譽
- 入境事務長期服務獎章
- 入境事務長期服務獎章加敍單條勳扣
- 入境事務卓越獎章（I.D.S.M.）（2015年）
- 金紫荊星章（2022年）

## 外部連結
- 政制及內地事務局局長曾國衞於香港政府一站通網頁的介紹 （页面存档备份，存于）
- 香港特別行政區第5屆 政府主要官員

| 官衔            | 官衔                                       | 官衔            |
| --------------- | ------------------------------------------ | --------------- |
| 前任者： 聶德權 | 政制及內地事務局局長 2020年4月22日至今     | 現任            |
| 政府职务        |                                            |                 |
| 前任者： 陳國基 | 入境事務處處長 2016年4月5日至2020年4月22日 | 繼任者： 區嘉宏 |
| 前任： 鍾林慧   | 入境事務處副處長 2014年至2016年            | 繼任者： 羅振南 |